# Шринивасан, Тирукодикавал
Тирукодикавал Нилаканта Шринивасан (англ. Thirukodikaval Nilakanta Srinivasan; 23 марта 1933, Тирупати, Британская Индия — 11 ноября 2018, Ченнаи) — индийский и американский экономист.
Бакалавр (1953) и магистр (1954) Мадрасского университета; доктор философии (1962) Йельского университета. Работал в Индийском статистическом институте (1964—1979), советником Всемирного банка (1977—1980), в Йельском университете (с 1980; декан факультета экономики, 1997—2000).
Академик Американской академии искусств и наук (с 1982); иностранный член Национальной академии наук США (с 2000). Почётный член Американской экономической ассоциации (2003).

## Основные произведения
- «Восемь лекций о индийских экономических реформах» (Eight Lectures on Indian Economic Reforms, 2000);
- «Экономическая политика и государственное вмешательство» (Economic Policy and State Intervention, 2003).